# Michiel Jurrjens
Michiel Jurrjens (Apeldoorn, 7 juli 1995) is een Nederlandse radio-dj.

## Biografie
Jurrjens begon op jonge leeftijd met radiomaken bij diverse internetzenders. In 2009 startte hij bij Radio Apeldoorn, waar hij onder andere de presentatie van het jongerenprogramma 055FM voor zijn rekening nam. In 2012 meldde Jurrjens zich aan voor het Q-college van Q-music, waarin hij met Ibiye Lolomari en Marieke Elsinga in de finale belandde. 
Na het Q-college was hij vanaf maart 2013 te horen als vaste invaller in de nacht bij Qmusic. Later kwamen daar ook programma's overdag en 's avonds bij. Jurrjens verliet in juli 2015 het station, waar hij toen een zaterdag- en zondagavondprogramma had.
Sinds oktober 2015 tot en met december 2020 was Jurrjens werkzaam bij SLAM!. Hij presenteerde daar aanvankelijk op zondag van 10.00 tot 14.00 uur SLAM! Sunday Chill. Vanaf eind oktober 2016 kreeg hij tevens een programma van maandag t/m donderdag van 12.00 tot 16.00 uur. Vanaf januari 2017 verdween de Sunday Chill uit de programmering en presenteerde Jurrjens op zaterdag van 15.00 tot 18.00 uur de SLAM!40. Op 14 december 2020 werd bekendgemaakt dat Jurrjens stopt bij SLAM. Hij zal geen onderdeel meer uit maken van de nieuwe programmering die op 4 januari 2021 ingaat.
Sinds 4 oktober 2021 presenteert hij, als opvolger van Carlijn Hubregtse, elke maandag tot en met donderdagavond tussen 22.00 en 24.00 uur een programma op KINK. Later verhuisde hij naar het weekend om tussen 10.00 en 12.00 uur radio te maken. 
Michiel Jurrjens is in diverse radioprogramma's op BNR Nieuwsradio te horen. Veelal als duider van tech-onderwerpen. 